# Al-Muqtadir

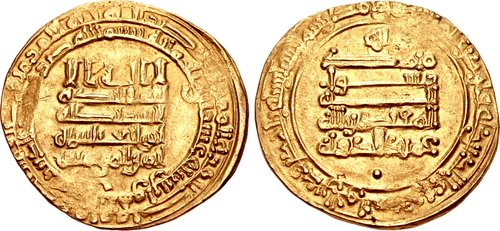
Dinar des al-Muktadir

al-Muqtadir (arabisch أبو الفضل المقتدر بالله جعفر بن أحمد المعتضد, DMG Abū l-Faḍl al-Muqtadir bi-'llāh Ǧaʿfar b. Aḥmad al-Muʿtaḍid; * 895; † 932) war der achtzehnte Kalif der Abbasiden (908–932).

## Leben
Mit Abu l-Fadl Dschafar ibn al-Mutadid al-Muqtadir, einem Sohn von al-Mutadid begann die schnelle innere Auflösung des Kalifats. Gleich nach seinem Amtsantritt musste er sich einer Revolte seines Vetters Ibn al-Mutazz erwehren, wurde aber durch den Eunuchen al-Munis al-Muzaffar gerettet.
Vor allem die Vernachlässigung der Regierungsgeschäfte durch al-Muqtadir, der schnelle Wechsel von 13 Wesiren sowie die verschwenderische Hofhaltung schadete dem Ansehen der Abbasiden ganz erheblich. Die tatsächliche Macht wurde vom Eunuchen al-Munis (908–933) ausgeübt, der die Truppen und die Regierung kontrollierte. Dadurch konnte die Verwaltung einigermaßen aufrechterhalten werden.
Nachdem die Kalifen schon einen Großteil der politischen Macht eingebüßt hatten, wurde nun auch die geistliche Führerschaft der Abbasidenkalifen angefochten. Nach dem Sturz der Aghlabiden (909) errang in Ifrīqiya (heute Tunesien) die Dynastie der ismailitischen Fatimiden die Herrschaft. Deren Herrscher beanspruchten den Kalifentitel und strebten bis ins 11. Jahrhundert aktiv den Sturz der Abbasiden an. Die Umayyaden von Córdoba, die 929 dem Beispiel der Fatimiden folgend ein Kalifat ausriefen, waren dagegen für die Abbasiden in Bagdad keine Bedrohung.
Während der Herrschaft von al-Muqtadir übernahmen die Wolgabulgaren an der mittleren Wolga 922 den Islam. Damit wurde der Islam erstmals von Völkern angenommen, die sich nicht in den Grenzen des alten Kalifats befanden.
al-Muqtadir wurde 932 bei einer Truppenrevolte (wegen fehlenden Soldes) in Mossul ermordet. Neuer Kalif wurde al-Muqtadirs Bruder al-Qahir (932–934).

## Familie, Nachkommen und Konkubinen

### Kinder
- Īsā, Sohn der Konkubine Khamra.

### Konkubinen
- Khamra, (gest. 988), Sklavin und Mutter des gemeinsamen Sohnes Īsā.[1]